# Stanisław Pruszyński (działacz społeczny)
Stanisław Kostka Jerzy Zachariasz Ursyn-Pruszyński (ur. 6 listopada 1928 w majątku Pustomyty w powiecie rówieńskim na Wołyniu  – zm. 14 grudnia 1988 w Krakowie) – działacz społeczny, współzałożyciel Fundacji im. Brata Alberta. 
Syn hr. Andrzeja Pruszyńskiego h. Rawicz i Klementyny z Cieńskich h. Pomian, wnuk polityka Tadeusza Cieńskiego, prawnuk przyrodnika Włodzimierza Dzieduszyckiego. Siostrzeniec biskupa Jana Cieńskiego i ks. Włodzimierza Cieńskiego, kapelana armii Andersa. Krewny pisarza Ksawerego Pruszyńskiego i bł. o. Michała Czartoryskiego, kapelana Powstania Warszawskiego. Jego siostra Maria wyszła za mąż za pisarza Aleksandra Bocheńskiego. 
Stanisław urodził się jako najmłodszy z pięciorga dzieci. Matka zmarła przy jego narodzinach. Ojciec, aresztowany we wrześniu 1939 r. przez Sowietów i wywieziony do łagru na Syberii, zmarł w lutym 1942 r. W czerwcu 1943 r. jego rodzinny dwór spalili Ukraińcy z UPA, mordując kilkadziesiąt osób. 
W 1945 r. Stanisław Pruszyński został postrzelony przez sowieckiego żołnierza, przez co do końca życia pozostał inwalidą. Po wojnie ekspatriowany z Kresów do Krakowa. Po ukończeniu studiów zaocznych na Politechnice Krakowskiej pracował w biurze projektów. W 1959 r. zawarł ślub z Anną Morawską. Małżeństwo nie miało własnych dzieci i dlatego też opiekowało się dwojgiem wychowanków z domu dziecka. 
W 1983 r. podjął współpracę z Duszpasterstwem Osób Niepełnosprawnych przy parafii św. Mikołaja w Krakowie i wspólnotami Ruchu "Wiara i Światło". Był też prezesem krakowskiego koła Towarzystwa Pomocy im. Brata Alberta we Wrocławiu. Odpowiadając na potrzeby rodziców niepełnosprawnych zaproponował utworzenie społecznego domu dla tych członków wspólnot, którzy po śmierci swoich opiekunów pozostaną sami. Jego idea spełniła się dzięki darowiźnie Zofii Tetelowskiej, która na ten cel przekazała swój rodzinny dwór i gospodarstwo rolne w Radwanowicach. Idąc za jego rada utworzyła też 20 maja 1987 r. Fundację im. Brata Alberta. 
Stanisław Pruszyński zdążył przed śmiercią opracować pierwsze projekty i plany działania oraz zachęcić mec. Andrzeja Rozmarynowicza i mec Wiktora Szczypińskiego do napisania statutu fundacji.  

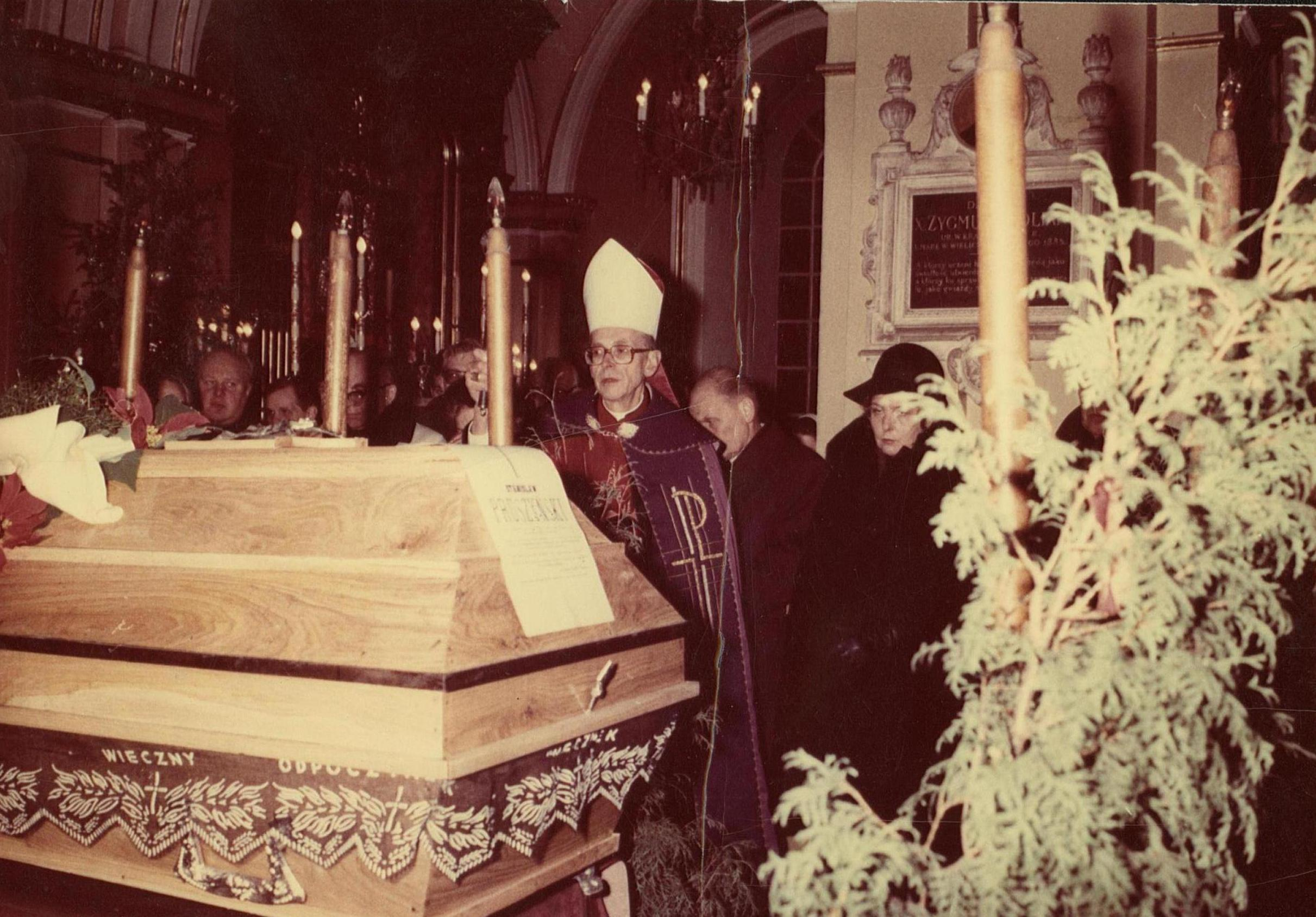
Pogrzeb Stanisława Pruszyńskiego w Krakowie. Liturgii przewodniczył ks. kard. Franciszek Macharski.

Pochowany został na cmentarzu Rakowickim w Krakowie. Jego pogrzeb prowadził ks. kard. Franciszek Macharski.  
Jego działalność upamiętnia tablica w kaplicy w Radwanowicach oraz Nagroda Społeczna im. Stanisława Pruszyńskiego, przyznawana od 1998 r. przez Zarząd Fundacji im. Brata Alberta i wręczana co roku w dniu 14 grudnia.